# Luigi Erminio D'Olivo
Luigi Erminio D'Olivo, né à Bassano del Grappa le 8 août 1900 et mort à Rome le 31 mai 1973, est un acteur italien.

## Filmographie partielle
- 1936 : Il re Burlone d'Enrico Guazzoni
- 1937 : I tre desideri de Giorgio Ferroni et Kurt Gerron
- 1940 : La Fille du corsaire : (La figlia del Corsaro Verde) d'Enrico Guazzoni
- 1952 : Abracadabra de Max Neufeld